# Johan Georg af Brandenburg
Johan Georg af Brandenburg (tysk: Johann Georg von Brandenburg) (11. september 1525 – 8. januar 1598) var kurfyrste af Brandenburg fra 1571 til 1598. Han var søn af kurfyrst Joachim 2. Hector af Brandenburg og tilhørte Huset Hohenzollern.